# 艾哈迈德江·奥迪洛夫
艾合买提江·奥季洛夫（俄语：Ахмаджан Одилов，1925年5月1日—2017年9月27日）乌兹别克人，苏联的商人、政治家，曾荣获“社会主义劳动英雄”，他凭借自己在政治与经济上的影响力，在乌兹别克斯坦打造了庞大的私人政权，之后因为经济犯罪、打造私人监狱被调查。